# Viscum hainanense
Viscum hainanense là một loài thực vật có hoa trong họ Santalaceae. Loài này được R.L. Han & D.X. Zhang mô tả khoa học đầu tiên năm 2006.